# Palazzo Vitelleschi
Palazzo Vitelleschi è un palazzo di Tarquinia, sede del Museo archeologico nazionale di Tarquinia.

## Storia
Voluto dal cardinale Giovanni Maria Vitelleschi, ed edificato tra il 1436 ed il 1439 (con il completamento dei lavori però solo nel 1460-90), viene considerato uno dei principali palazzi rinascimentali del Lazio. Fu costruito inglobando parti di edifici preesistenti, quali un gruppo di case verso via Mazzini, un grosso muro presso le scale delle antiche mura di Corneto Vecchio, e buona parte della parete verso piazza Soderini. La disomogeneità stilistica, ben evidente in facciata o nel cortile, è dovuta o alle diverse fasi esecutive, o a un cambio di architetto in corso d'opera.
Dopo la morte del cardinale il palazzo venne incamerato, ed usato da alcuni pontefici, tra cui Leone X. Alla fine del Cinquecento venne ammodernato dal cardinale Charles d'Angennes de Rambouillet, all'epoca governatore per Sisto V, infine passò alla famiglia Soderini.
All'inizio del Novecento il Comune lo passò allo Stato, che vi allestì un primo Antiquarium; è del 1924 la collocazione nel palazzo della sede del Museo archeologico nazionale di Tarquinia.
Il 17 gennaio 1944 fu colpito da una bomba, che lo danneggiò gravemente, richiedendo un accurato restauro nel Dopoguerra.

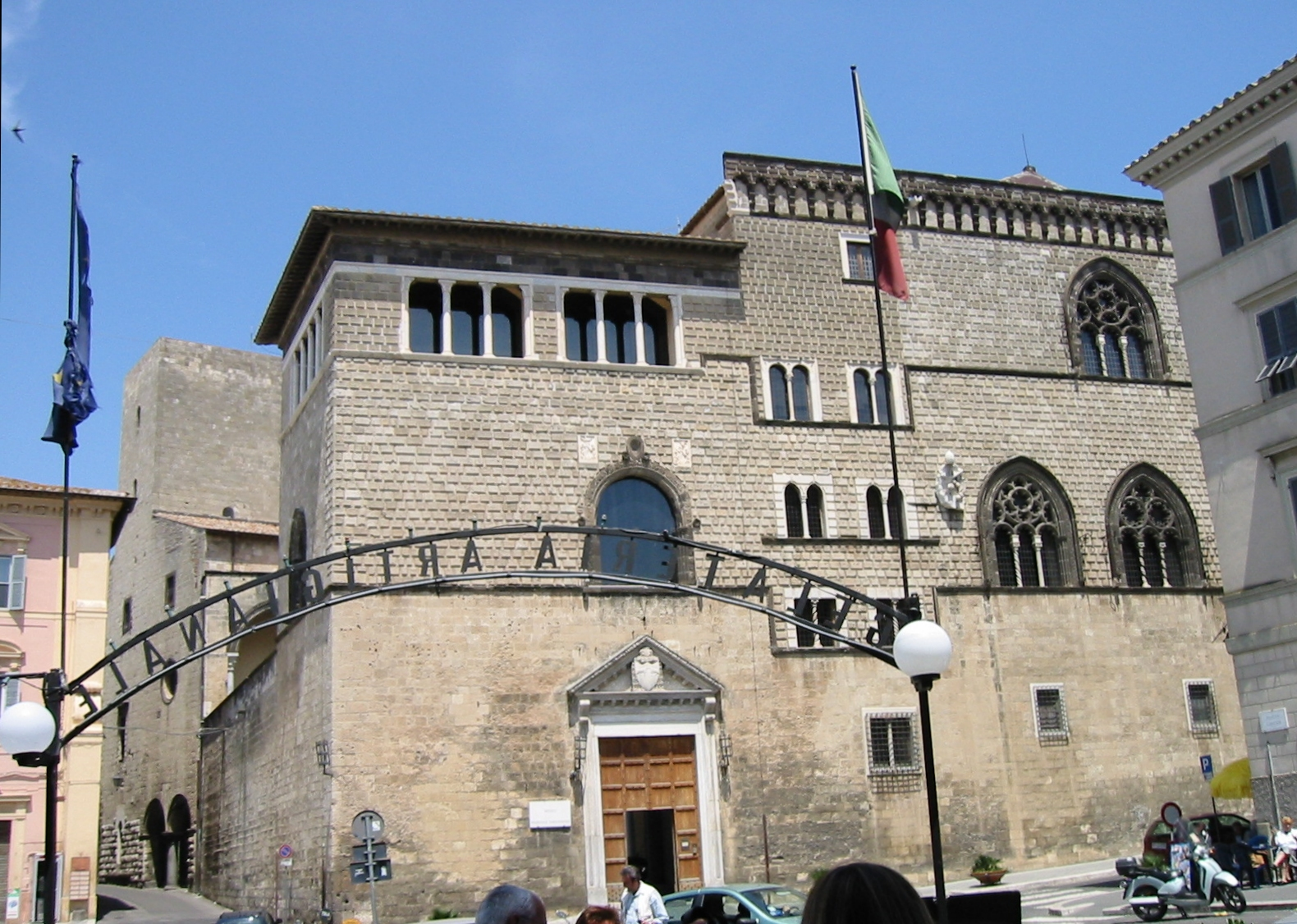
Ingresso del palazzo
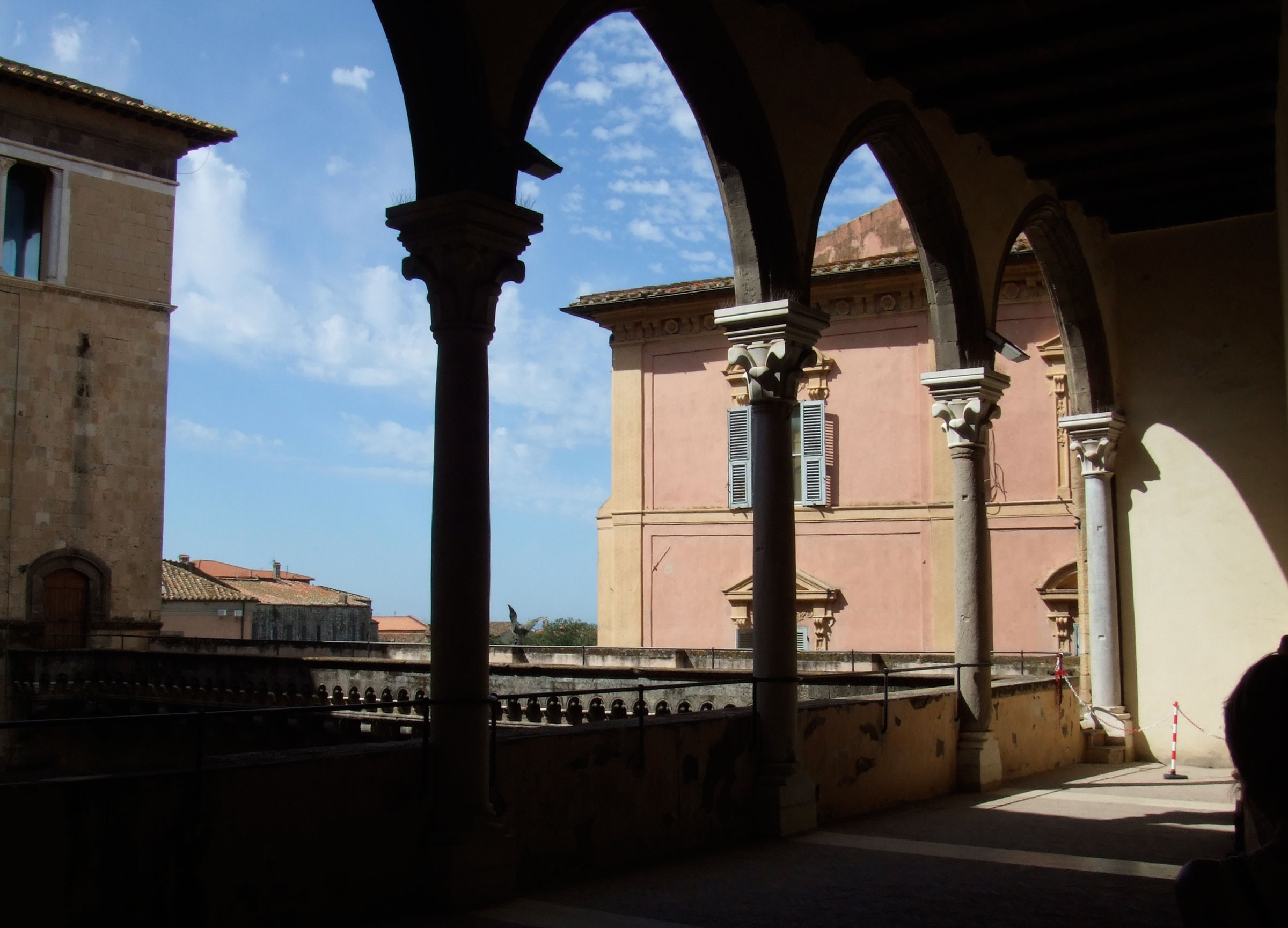
Loggia
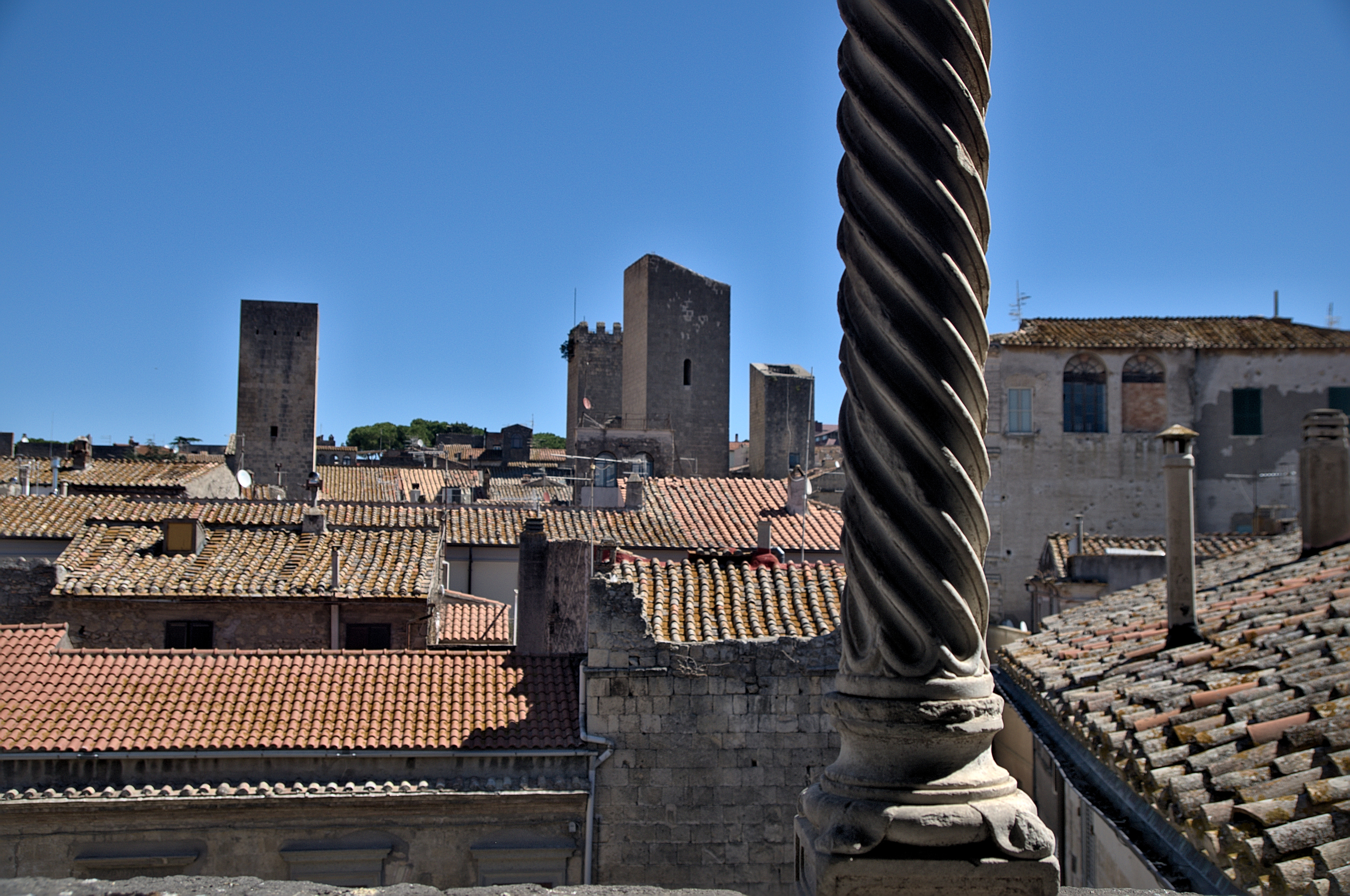
Colonna tortile e veduta sui tetti da una finestra
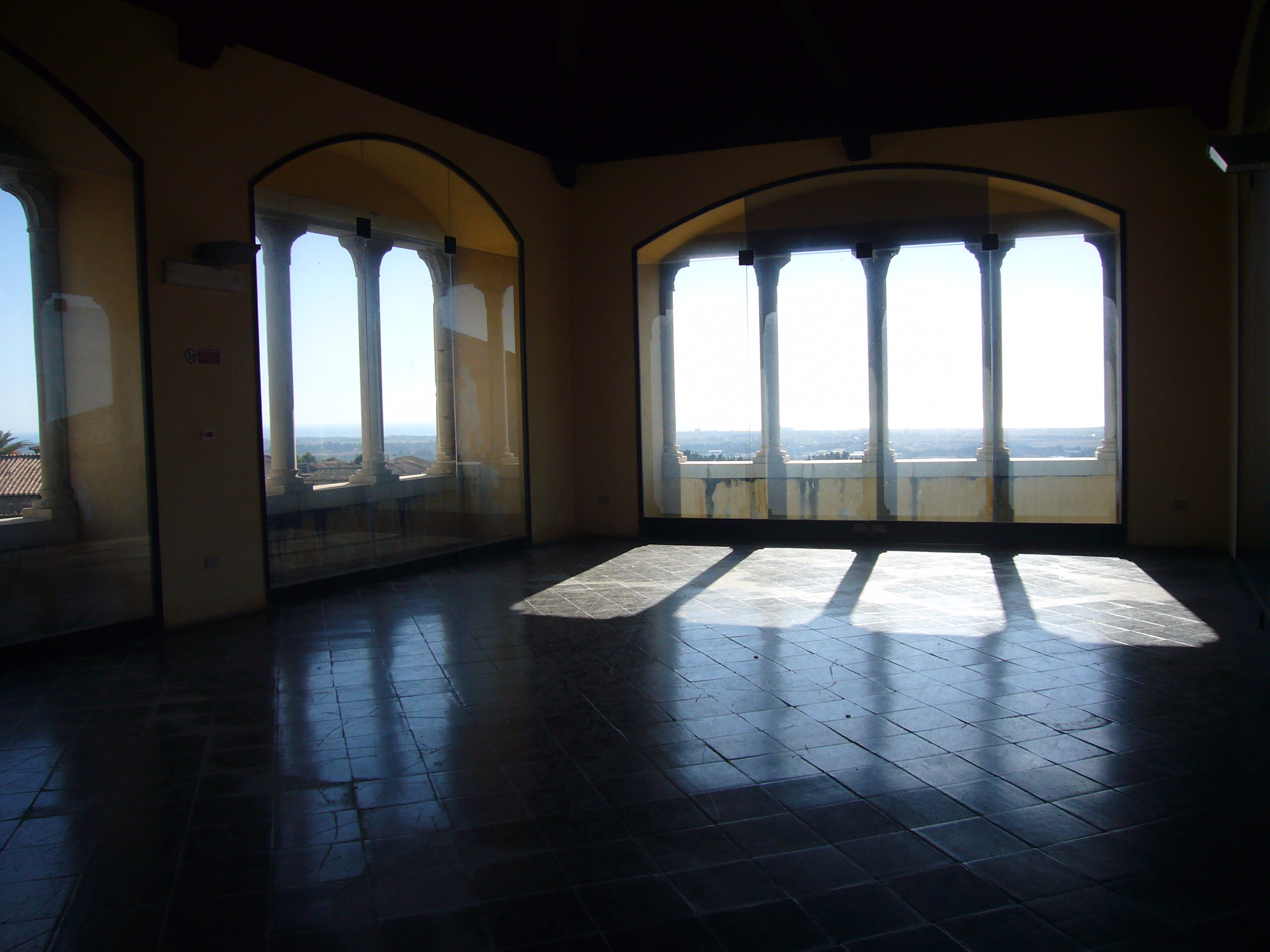
Loggia interno
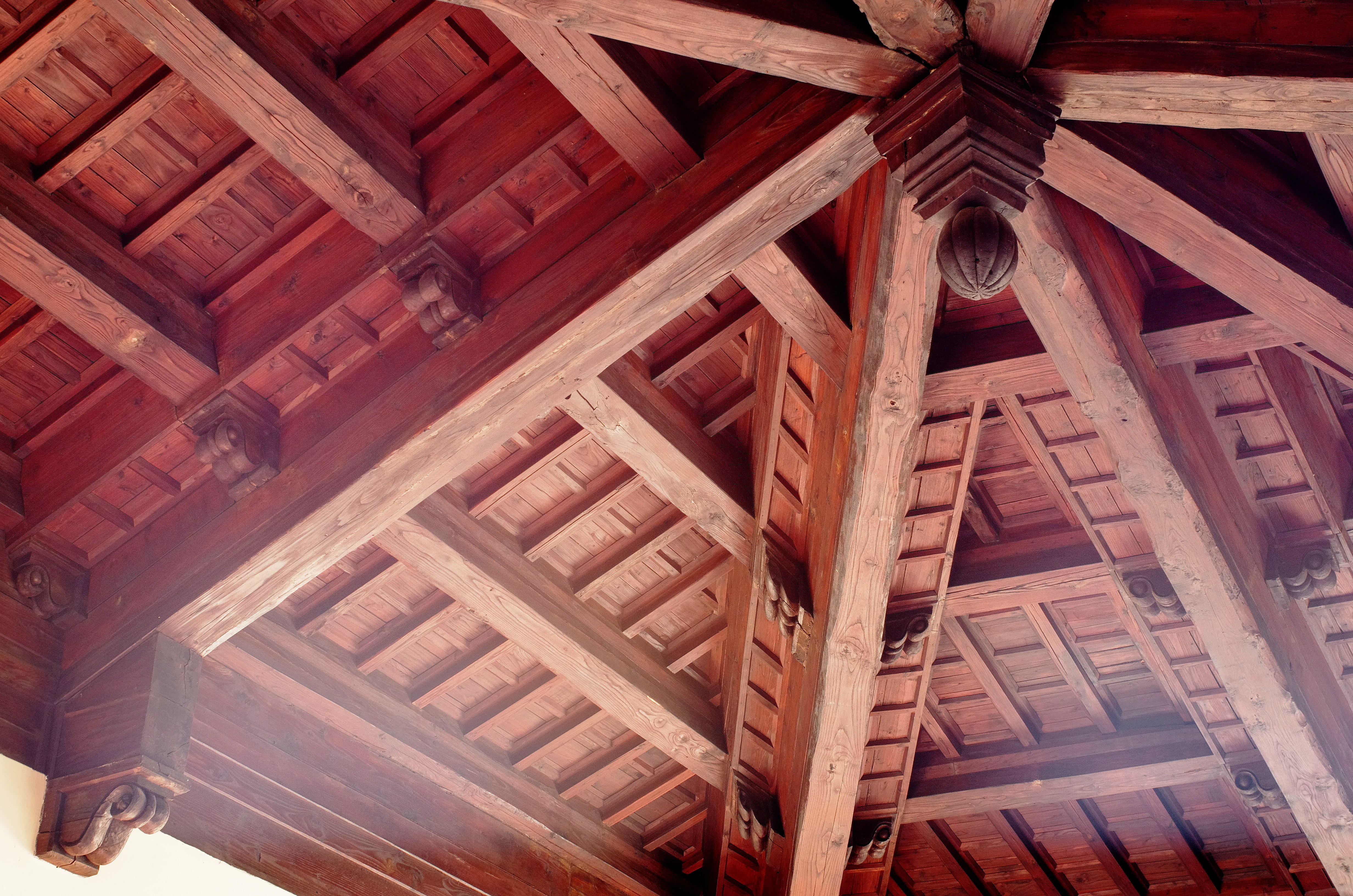
Copertura della Loggia
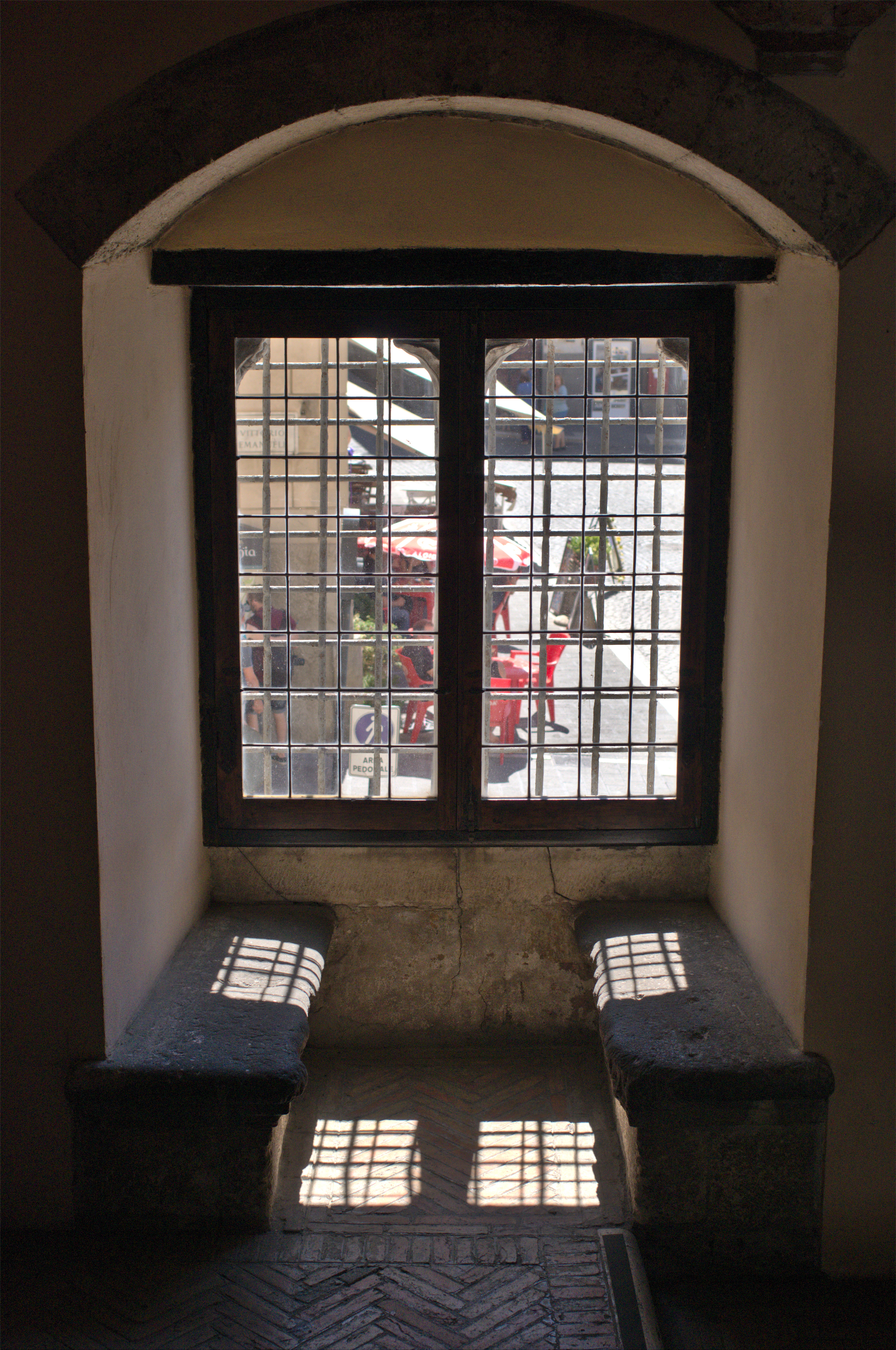
Finestra inferiata con sedili
Cavalli alati